# Ulverstone

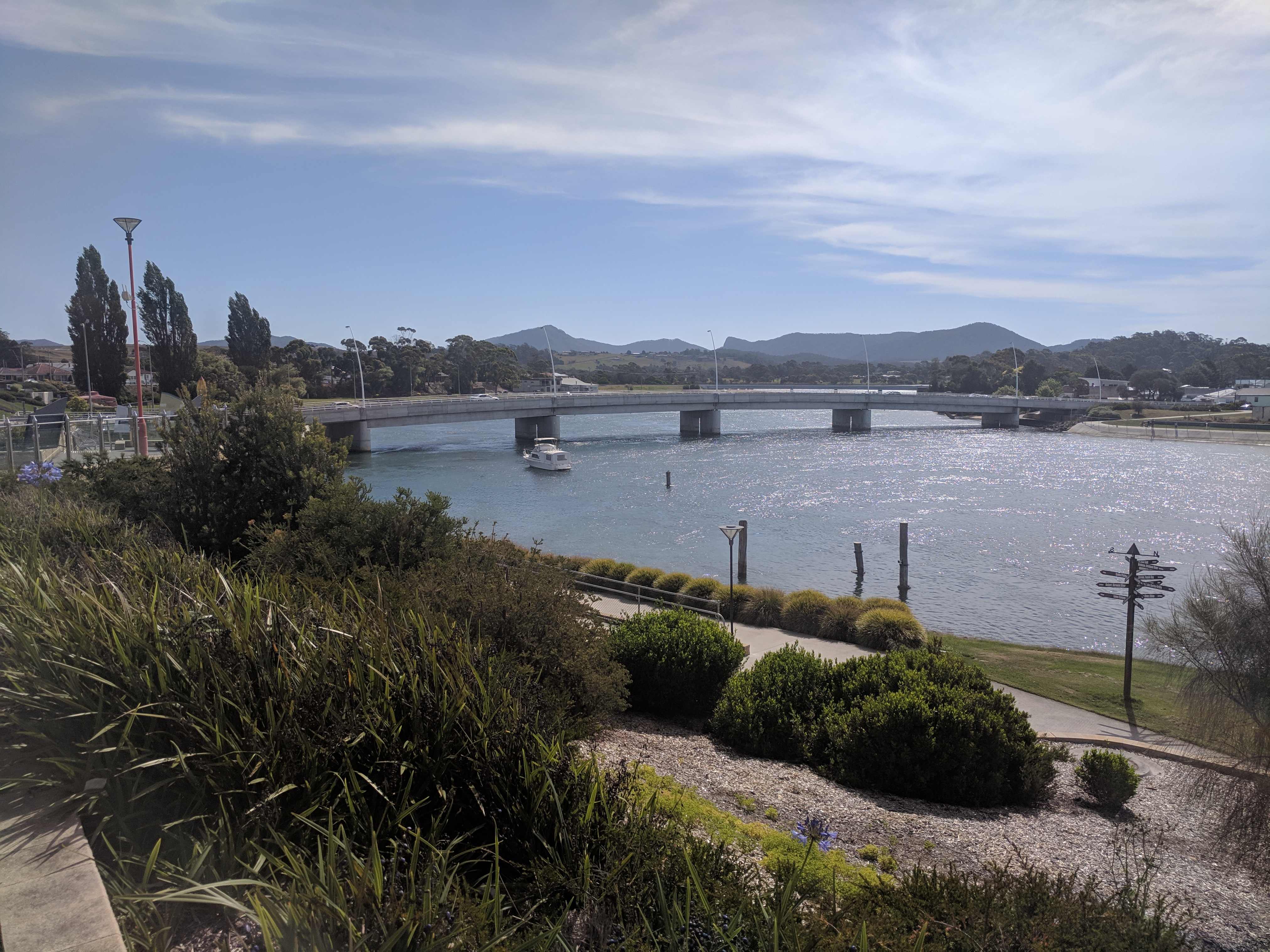
New River Leven Bridge

Ulverstone (9 760 habitants) est une ville située au nord-ouest de la Tasmanie, en Australie à l'embouchure de la Leven River sur le détroit de Bass et sur la Bass Highway.
La ville est à 21 km à l'ouest de Devonport et à 19 km de Penguin

## Climat
Ulverstone possède un climat océanique (Köppen: Cfb), avec des étés vraiment doux et assez secs et des hivers frais et humides. Les temps maximales varient de 21,1 ºC en février à 11,5 ºC en juillet; tandis que les temps minimales rangent de 11,6 ºC en février à 3,6 ºC en juillet. La pluviométrie moyenne est assez basse: 937,5 mm et il y a 147.2 jours pluvieux par an. La température la plus élevée enregistrée est de 30,8 ºC le 7 février 1967, tandis que la température la plus basse est de −3,2 ºC le 17 juillet 1982. Les données climatiques obtenaient de Forthside, une localité rurale 9,3 km est sud-est d'Ulverstone.
| Mois                                  | jan.      | fév.      | mars     | avril     | mai       | juin      | jui.      | août      | sep.      | oct.      | nov.      | déc.      | année           |
| ------------------------------------- | --------- | --------- | -------- | --------- | --------- | --------- | --------- | --------- | --------- | --------- | --------- | --------- | --------------- |
| Température minimale moyenne (°C)     | 11        | 11,6      | 10,4     | 8,2       | 6,3       | 4,1       | 3,6       | 4,2       | 4,9       | 6,2       | 8,1       | 9,6       | 7,4             |
| Température maximale moyenne (°C)     | 20,6      | 21,1      | 19,7     | 16,9      | 14,4      | 12,2      | 11,5      | 12,1      | 13,4      | 15,4      | 17,1      | 18,9      | 16,1            |
| Record de froid (°C) date du record   | 0 1967    | 0,9 1966  | 1,2 1995 | −2,3 1967 | −2,6 1967 | −2,6 1973 | −3,2 1982 | −2,9 1974 | −2,6 1970 | −2,8 1967 | −0,6 1977 | −0,2 1982 | −3,2 17/06/1982 |
| Record de chaleur (°C) date du record | 30,2 1982 | 30,8 1967 | 29 1974  | 24 1978   | 19,9 1967 | 17,6 1974 | 15,8 1984 | 16,9 1972 | 20,3 1972 | 24,1 1977 | 28,1 1982 | 28,6 1972 | 30,8 07/02/1967 |
| Ensoleillement (h)                    | 266,6     | 234,5     | 207,7    | 168       | 136,4     | 123       | 130,2     | 148,8     | 177       | 223,2     | 234       | 254,2     | 2 303,6         |
| Précipitations (mm)                   | 52        | 43,6      | 56,9     | 70,3      | 84,6      | 95,9      | 117,1     | 113,1     | 89,9      | 81        | 68,6      | 64,8      | 937,5           |
| Nombre de jours avec précipitations   | 8,7       | 7,7       | 9,9      | 10,9      | 13,5      | 14        | 16,7      | 16,8      | 14,7      | 12,9      | 11,2      | 10,2      | 147,2           |